# لويس بوا مورتي

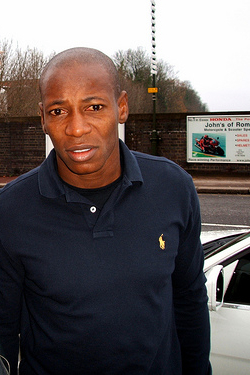
لويس بوا مورتي

لويس بوا مورتي بريرا (بالبرتغالية: Luís Boa Morte‏) من مواليد 4 أغسطس 1977 في لشبونة في البرتغال، لاعب كرة قدم برتغالي.
بدأ مسيرته الكروية مع نادي لورينهاننسي في موسم 1996/1997، وفي عام 1997 انتقل إلى نادي آرسنال الإنجليزي، ولعب معهم حتى عام 1999، وشارك معهم في 25 مباراة وسجل 6 اهداف فيهـا، وفي عام 1999 انتقل إلى نادي ساوثامبتون الإنجليزي، ولعب معهم حتى عام 2001، وشارك معهم في 14 مباراة وسجل هدف واحد، وفي موسم 2000/2001 أعير إلى نادي فولهام الإنجليزي، ولعب معهم 39 مباراة وسجل 18 هدف، وفي عام 2001 انتقل إلى نادي فولهام الإنجليزي، ولعب معهم حتى عام 2007، وشارك معهم في 166 مباراة وسجل 26 هدف، ومنذ عام 2007 وهو يلعب مع نادي وست هام يونايتد الإنجليزي.
و قد بدأ باللعب مع منتخب البرتغال لكرة القدم في عام 2001.

## روابط خارجية
- لويس بوا مورتي على موقع قاعدة بيانات كرة القدم.إي يو (الإنجليزية)
- لويس بوا مورتي على موقع ليكيب (الفرنسية)
- لويس بوا مورتي على موقع ناشيونال فوتبول تيمز (الإنجليزية)
- لويس بوا مورتي على موقع Soccerbase.com (لاعب) (الإنجليزية)
- لويس بوا مورتي على موقع عالم كرة القدم.نت (الإنجليزية)
- لويس بوا مورتي على موقع كووورة
- لويس بوا مورتي على موقع أوليمبيديا (الإنجليزية)